# Bdelyrus laplanadae
Bdelyrus laplanadae (лат.) — вид пластинчатоусых жуков рода Bdelyrus из подсемейства скарабеины (Scarabaeinae). Неотропика: Колумбия (La Planada). Вид назван по месту обнаружения типовой серии (La Planada).

## Описание
Длина тела до 9,40 мм, ширина до 4,72 мм. Самцы отличаются широко округлыми лопастями парамер; самки отличаются слабо окаймлённой формой широкого клипеуса и коротким пигидиумом с мелкими округлыми ямками. Глаза крупные. Клипеус не выступает вперёд у самцов, но слегка выступает у самок. Межглазничное расстояние равно 5,8 — 6,57 диаметрам глаз; клипеус лоб и щёки грубо пунктированные. Основная окраска тела коричневато-чёрная, блестящая. Навозный жук, населяет вечнозелёные тропические леса Амазонии. Встречается в апреле и сентябре на высотах 1800—1900 м. Усики с 3-члениковой булавой. Задние голени с одной вершинной шпорой. Вид был впервые описан в 1998 году канадским энтомологом Джойсом Куком (Joyce Cook, North Augusta, Онтарио, Канада) по материалам, собранным в Южной Америке.